# Dworczany (rejon werenowski)
Dworczany (biał. Дварчаны; ros. Дворчаны) – wieś na Białorusi, w obwodzie grodzieńskim, w rejonie werenowskim, w sielsowiecie Zabłoć.
W dwudziestoleciu międzywojennym leżały w Polsce, w województwie nowogródzkim, w powiecie lidzkim, do 11 kwietnia 1929 w gminie Sobakińce, następnie w gminie Zabłoć.